# Selskabet for Frihed og Kultur
Selskabet for Frihed og Kultur, visse steder også omtalt som "Selskabet for Kulturel Frihed", var en anti-kommunistisk organisation, oprettet i 1953 med det formål at "skabe et værn mod de kræfter, som søger at undergrave åndsfriheden og dermed vor demokratiske kultur. Det er selskabets formål at søge udbredt og uddybet forståelsen af vort demokrati, vor kultur og vore frihedsrettigheder."
Personkredsen bag talte bl.a. professor Erik Husfeldt, Arne Sejr, redaktør Karl Bjarnhof, professor W.E. von Eyben, komponist Knudåge Riisager og professor Arne Noe-Nygaard.
Selskabet udgav tidsskriftet Perspektiv.